# Catostomus commersonii
Catostomus commersonii is een straalvinnige vissensoort uit de familie van de zuigkarpers (Catostomidae). De wetenschappelijke naam van de soort is voor het eerst geldig gepubliceerd in 1803 door Lacepède.
De soort komt voor in Noord-Amerika en staat daar bekend als de white sucker.